# Шуры (Псковская область)
Шуры — деревня в Опочецком районе Псковской области России. Входит в состав Звонской волости.
Расположена в 9 км к юго-востоку от города Опочка, в 2 км к западу от деревни Аристово.
Численность населения по состоянию на 2000 год составляла 12 человек, на 2012 год — 5 человек.